# Костыра, Станислав
Станислав Костыра (пол. Stanisław Kostyra; род. 26 января 1951, Дембица) — польский шахматист, международный мастер (1987). Тренер.
Неоднократный победитель и призёр чемпионатов Польши по блицу. В составе различных команд участник ряда командных чемпионатов Польши (1977, 1980—1984, 1990, 1997), дважды становился бронзовым призёром страны (1984, 1997).
Многократный призёр национальных и международных шахматных турниров.
Наивысшего рейтинга в карьере достиг в 1986 году, с отметкой 2400 он делил 13-15 места среди польских шахматистов.

## Изменения рейтинга
| Графики недоступны из-за технических проблем. См. информацию на Фабрикаторе и на mediawiki.org. |